# Джафаритский мазхаб
Джафари́тский мазха́б — школа исламского права (фикха), которой следуют шииты-двунадесятники и исмаилиты (включая низаритов). Основатель джафаритского толка — имам Джафар ибн Мухаммад ас-Садик, почитаемый шиитами как шестой имам. В Иране джафаритский мазхаб закреплён в конституции.
Отличается от преобладающих мазхабов суннитской юриспруденции тем, что опирается на иджтихад, а также на вопросы наследования, религиозных налогов, торговли, личного статуса и разрешения временного брака (мут’а). С 1959 года Университет аль-Азхар присвоил джафаритской юриспруденции статус «пятой школы» наряду с четырьмя суннитскими школами. Кроме того, это один из восьми признанных мазхабов, перечисленных в Амманском декларации иорданского монарха 2004 года, и с тех пор одобренный Садыком аль-Махди, бывшим премьер-министром Судана.

## Полемика об источниках джафаритского фикха: усулиты и ахбариты
Приверженцы усулитского направления признают четыре источника права — Коран, сунна, иджма (согласованное мнение джафаритских правоведов) и акль (разум). Что касается ахбаритов, то они отвергают возможность использования рациональных методик для формулирования правовых норм, признавая их источником лишь Коран и Сунну. Сторонники ахбаритского движения — набравшему силу в XVII—XVIII веках, однако исторически проигравшего усулитам — считают достоверными все хадисы, содержащиеся в четырёх шиитских сборниках преданий, и не считают необходимой их выбраковку в связи с сомнительной достоверностью или проверку на аутентичность.
В своей книге «Краткая история илм аль-усуль» усулитский учёный XX века Мухаммад Бакир ас-Садр пишет, что предвзятое отношение основателя ахбаризма Мухаммада Амина Истирабади и его последователей к рациональным методикам, используемым усулитами, связано с недопониманием усулитской методологии и концепции так называемых общих элементов, то есть основополагающих принципов, на которые опираются усулитские правоведы при выводе законов шариата из их источников (подробнее см. в разделе «акль»).
Что касается правомерности использования усулитских методов, то она была обозначена в процессе полемики с ахбаритами ещё учёным XII века хиджры/XVIII века н. э. муджаддидом Мухаммадом Бакиром Бахбахани:

Поскольку времена имамов (мир им) ушли в историю, а характеристики и доводы фикха, изложенные нашими законоведами и открыто ими принятые, сделались неясными и неопределенными, центры обучения опустели настолько, что большая часть их прекратила своё существование…Когда наша эпоха стала все более удаленной от эпохи ниспослания шариата во времени, старые концепции стали непонятными…Они (ахбариты) не обращают внимания на тот факт, что те передатчики были полностью осведомлены о том, что услышанное ими было словами их имама (мир им всем), и что они были в состоянии понять эти слова благодаря их владению языком эпохи Непорочных (мир им), и они не сталкивались ни с одним из тех затруднений, которые испытываете вы, и таким образом, не нуждались в лекарстве от них 
Мухаммад Бакир ас-Садр в упомянутом труде поясняет, что учёные джафаритской школы прибегали к рациональным (акли) методам в течение многих веков задолго до возникновения ахбаритского направления. Как отмечает ас-Садр, использование этих методов было связано с утратой части хадисного материала и возникновением в связи с этим смысловых брешей в толковании остальных преданий, а также с изменением значения многих употреблённых в источниках арабских слов с течением времени.

## Обзор источников джафаритского фикха

### Коран
Вопреки заблуждению, согласно которому джафариты считают существующий текст Корана неполным или искажённым, шииты-двунадесятники признают тот же самый Коран, который имеется у суннитов. Разногласия между ними заключаются лишь в том, каким образом толковать определённые аяты — однако подобные разночтения характерны и для различных течений и мазхабов внутри самого суннизма.
Так, авторитетный шиитский богослов современности Макарем Ширази перечисляет имена знаменитых джафаритских учёных древности, утверждавших о неискажённости Корана:

Абсолютное большинство шиитских учёных, включая историков, хадисоведов, факихов, толкователей Корана и философов везде и во все времена утверждали, что Коран не искажён и никогда не подвергался изменениям.
Шейх Садук, величайший учёный 4-го века хиджры, в своем труде «Итикадат» писал: «Наши убеждения состоят в том, что Коран, ниспосланный Пророку Ислама, является тем самым Кораном, который сегодня находится в наших руках и состоит из 114-ти сур, без сокращений и искажений».
Шейх Муфид, шиитский учёный 5-го столетия, писал: «Коран защищён от любых видов искажения».
Алламе Хилли, живший в 8-м веке хиджры, написал в письме одному из мусульман: «Истина состоит в том, что Коран никогда не подвергался искажениям, и ничего не было прибавлено к нему или убавлено. Прибегаю к Аллаху от зла того человека, кто убеждён в обратном».
Абу Джафар Мухаммад ибн Хасан Туси пишет: «Речи об искажении Корана не имеют ничего общего с этой Книгой. Все мусульмане убеждены в том, что Коран защищён от искажений и изменений. Что же касается мнения относительно убавления некоторых его аятов, то это также противоречит нашим убеждениям».
Мухаммад ибн Хусейн, более известный как Бахауддин Амули, говорил: «Истина состоит в том, что Священный Коран защищён от любого вида искажений. И утверждения людей, которые говорят, что якобы имя Али (да будет мир с ним) присутствовало в Коране, но затем было изъято из него, для шиитских учёных-факихов является неприемлемым. Каждый приводящий хадисы прекрасно знает, что Коран не может быть изменён. Доказательством тому служат слова большого количества сподвижников Пророка, свидетельствовавших о неискажённости этой Книги».
Фейз Кашани, автор книги «Вафа», комментируя аят Корана «Поистине, Мы ниспослали напоминание, и поистине Мы его охраняем», пишет: "И после этого явного довода Аллаха, каким образом можно поверить в возможность искажений и изменений в Коране?

### Сунна
Джафариты ни в коей мере не отвергают такой общепризнанный источник исламского права, как сунна. Они трактуют данное понятие расширительно, включая в него предания не только от пророка Мухаммада, но и от членов его семейства — Фатимы Захры и двенадцати имамов. Этот нюанс связан с учением об Имамате и с убеждением, что члены семейства Мухаммада были очищены от грехов и потому сохранили сунну в аутентичном виде.
Джафаритские учёные не признают хадисов, восходящих к противникам имама Али ибн Абу Талиба из числа сподвижников, если их при этом не передавали и праведные сахабы Мухаммада. Для того, чтобы хадис считался в джафаритском мазхабе достоверным, в цепочке его передатчиков также не должно быть людей, которые сотрудничали с омейядскими и аббасидскими халифами, которые творили притеснения в отношении двенадцати имамов. Для установления степени праведности, правдивости и политической ориентации того или иного передатчика в джафаритской школе была создана особая шариатская дисциплина — илм ар-риджал (наука о передатчиках, дословно — «наука о мужчинах»). Для доказательства достоверности хадиса используется не только генетическое доказательство (иснад), но и доказательство по существу (предание по своему смыслу не должно противоречить Корану). Это основывается на повелении пророка Мухаммада проверять его хадисы Кораном.
В шиитской литературе, помимо привычного исследователю термина «хадис» (букв. «рассказ»), используется также слово «хабар» («известие», «новость»). Джафаритские учёные разошлись во мнениях относительно терминологической разницы между данными понятиями: одни используют их как взаимозаменяемые синонимы, другие считают, что хадис должен непременно содержать в себе прямую речь пророка Мухаммада, Фатимы Захры или двенадцати имамов, в то время как хабар — любое сообщение об их действиях, решениях, согласии или несогласии с чем-либо и так далее.
В своей книге «Этапы развития науки хадисоведения» Мустафа Авлийа'и пишет со ссылкой на труд Хусейна ибн Мухаммада Таки Нури ат-Табарси, что сподвижники пророка Мухаммада под руководством Али ибн Абу Талиба и Фатимы Захры начали запись его хадисов ещё при его жизни. В дальнейшем эти записи, к которым прибавились конспекты лекций учеников двенадцати имамов и посетителей их проповедей, легли в основу т. н. «четырёхсот усул» — свитков с записями хадисов. В свою очередь, эти хадисы вошли в четыре базовых шиитских свода преданий:
1. «Аль-Кафи»; автор — шейх Абу Джафар Мухаммад ибн Якуб аль-Кулайни (ум. 329 г. хиджры/940 г. н. э.); содержит в себе 16099 задокументированных хадисов;
2. «Ман ла йахдуруху-ль-факих»; автор — шейх Садук Абу Джафар Мухаммад ибн Али ибн Бабавейхи аль-Куми (ум. 381 г. хиджры/ 991 г. н. э.), содержит в себе 9044 хадисов;
3. «Тахзиб аль-ахкам», автор — шейх Абу Джафар Мухаммад ибн аль-Хасан ат-Туси (ум. 460 г. хиджры/ 1068 г. н. э.), насчитывает 13590 хадисов.
4. «Аль-Истибсар», автор тот же, включает в себя 5511 хадисов.

Однако в связи с наличием угрозы утраты рукописей хадисов в эпоху правления Сефевидской династии в Иране джафаритские учёные решили объединить предания уже из существующих сборников в пространные энциклопедии хадисов. Так появилось три новых многотомных свода:
1. «Китаб аль-джами аль-Вафи», автор — мулла Мухсин Файз аль-Кашани. Свод объединяет в себе четыре вышеперечисленных сборника, хадисы снабжены комментариями.
2. «Васаил аш-шиа», автор — шейх Мухаммад ибн аль-Хасан аль-Хурр аль-Амили. Аналогичным образом, данный труд включает себя четыре базовых свода и предания из других источников, не включённые аль-Кулайни, шейхом Садуком и шейхом Туси в свои своды.
3. «Бихар аль-анвар», автор — алламе Мухаммад Бакир аль-Маджлиси. Это самое большое собрание хадисов из всех тех, что когда-либо составлялись мусульманскими учёными. В данный свод, помимо хадисов из шиитских источников, было включено много преданий из суннитских книг.

Отвечая на вопрос, почему усулитские учёные считают необходимой проверку хадисов из шиитских сборников на достоверность, Мухаммад Бакир ас-Садр поясняет:

Наука не вступила во вторую эру своего развития, пока не была обнаружена такая пропасть, отделяющая её от времени оглашения источников, что большая часть преданий и хадисов, бывших в её распоряжении, уже не могла внушать определённой уверенности в их достоверности. Кроме того, стало непросто найти непосредственную информацию об аутентичности этих преданий и хадисов, которая была доступна для законоведа первой эры в большинстве случаев. Таким образом, возникла проблема достоверности хадисов и трудности использования многих из них в качестве доводов. Важность и необходимость проверки преданий на достоверность заставляла науку все больше изучать то, что создавало затруднения, и компенсировать отсутствие достоверных хадисов на какую-либо тему посредством скрупулёзного поиска правовых доводов с указанием доказательной ценности последних, даже если оказывалось, что они не заслуживают доверия. Шейх Туси, открывший вторую эру, был первым, кто исследовал эти проблемы, и установил приемлемость недостоверного предания как довода.
Когда наука вошла в третью эру, увеличение временной дистанции породило сомнения даже в ценности тех преданий, которые шейх Туси использовал в качестве доводов во второй эре, с точки зрения использования их как аргументов. Он установил, что недостоверное предание приемлемо в качестве довода, если оно считалось имеющим ценность в среде сподвижников имамов (мир им).

Понятно, что чем больше мы удаляемся во времени от эпохи жизни сподвижников имамов (мир им), тем более неясными для нас станут их мнения, равно как и становится все более сложным раздобыть информацию об условиях, в которых они находились или в которых были произнесены те или иные слова.

### Иджма
В идеале в основе всеобщего консенсуса (иджма) шиитских богословов лежит ссылка на тот или иной достоверный хадис либо коранический аят. Однако, поскольку иногда шиитские учёные расходятся во мнении относительно степени аутентичности хадиса или возможности его подлога, а также по разному интерпретируют аяты и хадисы и делают из них неодинаковые выводы, фетвы богословов по некоторым вопросам все же отличаются.

### Акль
К рациональным методикам относятся принципы (по Мухаммаду Бакиру ас-Садру — т. н. «общие элементы») работы с первоисточниками, почерпнутые из Корана и Сунны. К этим общим элементам относятся, к примеру, такие принципы, как принятие хадисов от заслуживающих доверия передатчиков, невзирая на возможные непреднамеренные погрешности в их пересказе; понимание использованных в источников арабских фразеологических оборотов в том значении, какое использовалось во времена пророка Мухаммада и двенадцати имамов; возможность опоры на общественное мнение в толковании ряда вопросов (к примеру, современные усулитские правоведы разрешают апеллировать к общественному мнению для различения развлекательной и серьёзной музыки) и т. д.
В труде «Краткая история илм аль-усул» Мухаммад Бакир ас-Садр также указывает на использование правоведами данных калама, философии, на анализ субъективного контекста жизни исследователя, изменение в лексических значениях слов и т. д. Кроме того, по мнению учёного, существует и фактор собственной оригинальности богослова, способного предложить новые методы извлечения исламских законов из их первичных источников.

## Иджтихад в джафаритском мазхабе
В исламоведческой и религиоведческой литературе стало устоявшимся мнение, что двери иджтихада в суннизме были закрыты в X веке н. э., в то время как в шиизме двунадесятников они всегда оставались открытыми. Это не совсем точное утверждение, ибо усулиты и ахбариты придерживаются диаметрально противоположных мнений относительно иджтихада и его правомерности. Так, ахбариты отказывают иджтихаду в праве считаться легитимным методом работы с первоисточниками, ссылаясь на ряд хадисов от двенадцати имамов. Они считают, что практика иджтихада заимствована у суннитов и с точки зрения джафаритского мазхаба предосудительна. Усулиты оспаривают эту точку зрения, указывая на то, что иджтихад трактуется шиитскими учёными иначе, нежели суннитскими, и что двенадцать имамов отвергали иджтихад в суннитском, но не в шиитском понимании этого слова.
По поводу термина «иджтихад» Мухаммад Бакир ас-Садр пишет:

Это слово было впервые использовано в сфере юриспруденции для выражения одного из правил, выработанных суннитскими школами фикха в соответствии с их основополагающими принципами. Это правило гласит: «Когда законовед хочет вывести закон Шариата и не находит в Коране и Сунне какого-либо текста, касающегося исследуемой проблемы, ему следует вместо поиска ответа в книгах обратиться за помощью к иджтихаду». Здесь «иджтихад» означает «личное мнение» (ра’й)…
…В главных школах суннитского фикха — в первую очередь, в мазхабе Абу Ханифы — иджтихад понимается таким образом. В то же время подобная интерпретация иджтихада встретила жёсткое неприятие со стороны Имамов Ахл аль-Бейт (мир им) и законоведов, придерживавшихся их интеллектуального направления…
…Анализ истории понятия «иджтихад» показывает, что оно использовалось в упомянутом значении со времен Имамов (мир им) и вплоть до VII века хиджры. Поэтому в преданиях от Имамов Ахл аль-Бейт (мир им) осуждается иджтихад, понимаемый как возведённое в ранг довода частное мнение законоведа…
…Поэтому данное слово приобрело негативный оттенок и использовалось в имамитской правовой литературе с оттенком неприязни и отвращения, обусловленного неприятием этого принципа, который расценивался шиитами как не имеющий законной силы.
Тем не менее, нашими законоведами термин иджтихад используется в другом значении…Так, ранее понятие «иджтихад» использовалось для обозначения источника исламского права, и приводились доказательства в пользу того, что это служит таким же источником, как аяты Корана и хадисы. Потом оно приобрело новый смысл и стало обозначать усилие законоведа по выведению законов Шариата из источников, имеющими статус доводов…он [иджтихад] обозначал сам процесс дедуктивного вывода закона факихом из достоверных источников…

…В соответствии с новым пониманием иджтихада, законоведу не разрешается обосновывать выведенные им законы Шариата иджтихадом, в то время как, согласно второму значению, иджтихад — это не источник для законов, а процесс выведения законов из их источников.
Усулиты понимают иджтихад в более позднем значении этого понятия, а потому считают его легитимным. В силу этого, в отличие от ахбаритов, у усулитов существует институт муджтахидов — религиозных учёных-правоведов, обладающих достаточной компетенцией для вывода законов Шариата из Корана и Сунны с помощью рациональных методов. Для обретения статуса муджтахида богослов должен в течение многих десятилетий изучать экзегетику Корана (тафсир), историю ислама, хадисоведение, фикх и многие другие исламские науки. Наиболее компетентные шиитские муджтахиды обладают статусом марджи ат-таклид (образец для подражания) и уполномочены выносить фетвы. У джафаритов-усулитов сложилась система таклида (следования), когда мукаллафы (люди, не компетентные в области исламских богословских наук) выбирают одного из живых марджи ат-таклид и следуют изданным им фетвам, наиболее важные из которых входят в «Таудых аль-масаил» — «Толкование положений» (обычно такой труд включает в себя нормы, касающиеся ритуального омовения, намаза, поста, хаджа, выплаты религиозных налогов, бракоразводного процесса, наследования, финансовых операций, пищевых запретов). Одни муджтахиды разрешают следовать в разных вопросам разным законоведам, однако некоторые другие не дозволяют этого. Самыми авторитетными из ныне живущих муджтахидов являются Али Хаменеи, Макарем Ширази, Али Систани и ряд других марджи ат-таклид.

## Использованная литература
- Мухаммад Бакир ас-Садр. История 'илм аль-усул. М., «Исток», 2009.
- Мустафа Авлийа’и. И. К. А. Ховард. Хадисоведение. М., «Исток», 2010.